# Sombernon
Sombernon – miejscowość i gmina we Francji, w regionie Burgundia-Franche-Comté, w departamencie Côte-d’Or.
Według danych na rok 1990 gminę zamieszkiwały 773 osoby, a gęstość zaludnienia wynosiła 58 osób/km² (wśród 2044 gmin Burgundii Sombernon plasuje się na 306. miejscu pod względem liczby ludności, natomiast pod względem powierzchni na miejscu 728.).